# This Time (canción de INXS)
This Time es el decimosexto disco sencillo del grupo australiano de rock INXS, el segundo desprendido de su quinto álbum de estudio Listen Like Thieves, y fue publicado en noviembre de 1985 en Australia y Nueva Zelanda. En Norteamérica y en Europa sin embargo este fue el primer sencillo del álbum lanzado en agosto. La canción fue escrita por Andrew Farriss, y producida por Chris Thomas. El sencillo llegó al puesto 19 en las Listas musicales de Australia y llegó al undécimo lugar en el Mainstream Rock Tracks.
El video musical fue realizado por Peter Sinclair, quien había dirigido varios videos de Culture Club entre otros.
El sencillo fue lanzado con varios lados B. La versión australiana contiene el tema "Sweet as Sin", una de las pocas canciones de INXS escritas únicamente por Garry Gary Beers o cantadas por él. El lanzamiento del Reino Unido tenía un remix extendido de "Original Sin". En Estados Unidos, el lado B era "I'm Over You", escrita y cantada por Jon Farriss.

## Formatos[4]
En disco de vinilo de 7"
7 pulgadas. 1985 WEA 7-258836 /
| Lado A |             |                |          |  |
| N.º    | Título      | Escritor(es)   | Duración |  |
| 1.     | «This Time» | Andrew Farriss | 3:09     |  |

| Lado B |                |                  |          |  |
| N.º    | Título         | Escritor(es)     | Duración |  |
| 1.     | «Sweet As Sin» | Garry Gary Beers | 2:19     |  |

7 pulgadas. 1985 Mercury Records 884 123-7  /  /  / . 1985 Atlantic Records 7-89497  / . 1985 WEA P-2004 
| Lado A |             |                |          |  |
| N.º    | Título      | Escritor(es)   | Duración |  |
| 1.     | «This Time» | Andrew Farriss | 3:09     |  |

| Lado B |                |              |          |  |
| N.º    | Título         | Escritor(es) | Duración |  |
| 1.     | «I'm Over You» | Jon Farriss  | 4:05     |  |

7 pulgadas 1985 Mercury Records INXS 4 
| Lado A |             |                |          |  |
| N.º    | Título      | Escritor(es)   | Duración |  |
| 1.     | «This Time» | Andrew Farriss | 3:09     |  |

| Lado B |                                   |                                    |          |  |
| N.º    | Título                            | Escritor(es)                       | Duración |  |
| 1.     | «Original Sin» (Extended Version) | Andrew Farriss y Michael Hutchence | 6:13     |  |

Doble 7 pulgadas 1985 Mercury Records INXSD 4 
| Lado A |             |                |          |  |
| N.º    | Título      | Escritor(es)   | Duración |  |
| 1.     | «This Time» | Andrew Farriss | 3:09     |  |

| Lado B |                                   |                                    |          |  |
| N.º    | Título                            | Escritor(es)                       | Duración |  |
| 1.     | «Original Sin» (Extended Version) | Andrew Farriss y Michael Hutchence | 6:13     |  |

| Lado C |                                    |                                    |          |  |
| N.º    | Título                             | Escritor(es)                       | Duración |  |
| 1.     | «Burn for Youn» (Extended Version) | Andrew Farriss y Michael Hutchence | 6:09     |  |

| Lado D |                        |                                    |          |  |
| N.º    | Título                 | Escritor(es)                       | Duración |  |
| 1.     | «Dancing on the Jetty» | Andrew Farriss y Michael Hutchence | 4:08     |  |

En disco de vinilo de 12"
12 pulgadas 1985 Mercury Records 884 123-1  /  / 
| Lado A |                |                |          |  |
| N.º    | Título         | Escritor(es)   | Duración |  |
| 1.     | «This Time»    | Andrew Farriss | 3:09     |  |
| 2.     | «I'm Over You» | Jon Farriss    | 4:05     |  |

| Lado B |                                       |                                              |          |  |
| N.º    | Título                                | Escritor(es)                                 | Duración |  |
| 1.     | «Melting in the Sun» (Extended Remix) | Tim Farriss, Jon Farriss y Michael Hutchence | 4:46     |  |
| 2.     | «Burn for You» (Extended Remix)       | Andrew Farriss y Michael Hutchence           | 6:09     |  |

12 pulgadas 1985 Mercury Records 884 451-1 o INXS 412 
| Lado A |                    |                                    |          |  |
| N.º    | Título             | Escritor(es)                       | Duración |  |
| 1.     | «This Time» (Live) | Andrew Farriss                     | 3:15     |  |
| 2.     | «Original Sin»     | Andrew Farriss y Michael Hutchence | 5:17     |  |

| Lado B |                               |                                    |          |  |
| N.º    | Título                        | Escritor(es)                       | Duración |  |
| 1.     | «Burn for You» (Live)         | Andrew Farriss y Michael Hutchence | 4:45     |  |
| 2.     | «Dancing on the Jetty» (Live) | Andrew Farriss y Michael Hutchence | 4:40     |  |